# Pitch (baseball)
 For alternative betydninger, se Pitch. (Se også artikler, som begynder med Pitch)
Et pitch er i baseball betegnelsen for det kast, som pitcheren kaster mod home plate, hvor batteren står. Det er batterens opgave at ramme pitchet og derved sende bolden sikkert i spil. Pitcheren forsøger generelt at undgå dette eller at sørge for, at batteren laver et harmløst slag, som spillerne på pitcherens hold nemt kan få fat på.
Der findes en række forskellige baseballpitches, som hver har sine særlige forcer og ulemper. Normalt vil en pitcher sørge for at variere sine pitches, så batteren ikke ved, hvad der venter ham. Forskellige pitches kræver forskellige fingerpositioner og/eller armbevægelser, når bolden kastes.
Overordnet findes der tre basale typer pitches:
- En fastball kastes i en nogenlunde lige linje og så hårdt som muligt.
- En breaking ball kastes, så den udnytter magnuskraften og brækker væk fra sin tilsyneladende bane gennem luften.
- Et off-speed pitch kastes, så det ligner en fastball, men i virkeligheden er meget langsommere og dermed forstyrrer batterens timing.

## Liste over pitches

### Fastballs
En fastball er det mest basale pitch. Den kastes i en så lige linje som muligt og så hårdt som muligt, hvilket i Major League Baseball vil sige mellem ca. 130 og 160 km/h. Batteren vil derfor have maksimalt 800 millisekunder at reagere i.
Fastballen vil typisk være det pitch, som en pitcher altid kan stole på, hvis hans andre muligheder glipper. Hvis en pitcher ikke har tiltro til sin fastball, er han normalt i store problemer. Mange unge pitchere er afhængige af deres hurtige fastball. Når de ældes og mister kraft i armen, vil gode pitchere benytte deres øgede erfaring og træning til at finde andre metoder til at være succesfuld.
En fastball findes i flere varianter:
- En four-seam fastball bevæger sig i en helt lige linje. Det er sædvanligvis det hurtigste pitch. Næsten alle pitchere kaster en four-seam fastball. Pitchet har fået sit navn fra antallet af sting, som batteren ser, når bolden roterer.
- En two-seam fastball er næsten lige så hurtig som en four-seamer, men den bevæger sig en anelse væk fra den lige bane gennem luften – typisk nedad. Bolden holdes med fingrene langs stingene, frem for på tværs af stingene som ved en four-seam fastball.
- En sinker dykker, som navnet antyder, lige før den når batteren. Dette resulterer ofte i mange ground balls, dvs. bolde der bliver slået langs jorden. Sinkeren holdes nogenlunde som en two-seamer, men kastes med et lille ekstra twist af håndleddet.
- En splitter eller forkball har essentielt set den samme effekt som en sinker, men den holdes med pege- og langfingeren spredt rundt om bolden.
- En cutter er mellemtingen mellem en slider (se nedenfor) og en fastball.

### Breaking pitches
Et breaking pitch (også kaldet en breaking ball) kastes, så rotationen af bolden får den til at bue i vandret eller lodret plan. Dette opnås ved at udnytte magnuseffekten, dvs. at trykket – og dermed kraften på bolden – ændres, når luftstrømmene omkring bolden påvirkes.
Igen findes en række varianter:
- En curveball brækker af i en blød bue og er typisk væsentlig langsommere end en fastball. Pitchet kastes med en skruebevægelse af håndleddet. Hvis en curveball mislykkes, og den ender midt i strikezonen (en såkaldt hanging curve), er der stor risiko for, at batteren kan slå den meget langt.
- En slider er hurtigere end en curveball, men buer mindre. Typisk vil sliderens bevægelse foregå mere i et vandret plan end curveballens.
- En screwball buer den modsatte vej af en curveball, hvilket opnås ved at skrue håndleddet den anden vej. Screwballs er sjældne, da arm- og håndledsbevægelsen er ret skadelig for kroppen.

### Off-speed pitches
Et off-speed pitch skal gerne ligne en fastball, men i stedet være væsentligt langsommere. Dermed forstyrres batterens timing og balance. Et off-speed pitchs virkning afgøres af differensen mellem dens hastighed og fastballens hastighed. Hvis den pågældende pitcher har en langsom fastball, skal off-speed pitchet være meget langsommere for at være effektivt.
Varianterne er som følger:
- Et (straight) changeup kastes med samme armbevægelse som en fastball, men fingrene spredes ud over bolden, og bolden holdes langt tilbage i hånden, så friktionen øges, og hastigheden af kastet dermed mindskes.
- En circle change er næsten identisk med et normalt (straight) changeup, men tommel- og pegefingeren samles på siden af bolden, så de danner en form for cirkel.
- En palmball holdes helt tilbage i håndfladen.

### Andre typer
- En knuckleball kastes med fingerspidserne (eller i sjældne tilfælde knoerne), og i stedet for, at pitcheren smælder med håndleddet, "stødes" bolden mod batteren. Derved opstår der næsten ingen rotation, og bolden vil bevæge sig med uforudsigelige små ryk. Man taler om, at knuckleballen "danser".[1]
- En spitball har været forbudt i Major League Baseball siden 1920, men var ofte i brug før da. Ved at spytte på bolden eller på anden måde manipulere med boldens overflade kunne pitcheren opnå en knuckleball-lignende effekt.